# Ficarra
Ficarra es un municipio italiano situado en la ciudad metropolitana de Mesina, en Sicilia. Tiene una población estimada, a fines de octubre de 2022, de 1290 habitantes.

## Evolución demográfica
| Gráfica de evolución demográfica de Ficarra entre 1861 y 2022 |
|                                                               |
| Fuente: ISTAT - Elaboración gráfica por parte de Wikipedia    |